# 다자와 기치로
다자와 기치로(일본어: 田沢 吉郎, 1918년 1월 1일~2001년 12월 12일)는 12선 중의원 의원을 지낸 일본의 정치인이다. 생전에 학교법인 히로사키 학원 후원회장, 이사장 등을 역임해 교육에도 힘을 쏟았다.
3선 중의원 의원, 3선 아오모리현지사, 재선 참의원 의원을 지낸 쓰시마 분지의 사위다.

## 생애
1918년 1월 1일에 아오모리현 미나미쓰가루군 이나카다테촌에서 태어났다. 1937년에 아오모리현립 히로사키 중학교 도오기주쿠를, 1943년에 와세다 대학 정치경제학부 정치학과를 졸업했다. 1947년 4월에 아오모리현의회 의원 선거에 출마해 당선되어 현의원이 되었으며 이후 1960년까지 4선 의원을 지냈다. 1957년 12월에는 현의회 의장으로 선출됐다. 1960년 총선에 자유민주당 공천을 받고 출마해 당선되면서 중의원 의원이 되었다. 소속 파벌은 굉지회.
1966년 8월 제1차 사토 내각 (제2차 개조)에서 우정정무차관으로 재임했으며 1969년 1월에는 자민당 국회대책위원회 부위원장이 되었다. 1971년 7월에 중의원 의원운영위원장으로 선출되어 3년간 재임했다. 1973년 5월에 자유민주당 부간사장으로 발탁되었고 1976년 12월에 후쿠다 다케오 내각에서 국토청 장관이 되어 처음 입각했다.
1979년 11월에 자유민주당 국회대책위원회 수석부위원장을 거쳐 1980년 7월에 자민당 국대위원장에 취임했다. 1981년 11월에는 스즈키 젠코 내각 (개조)이 출범하자 농림수산상으로 입각했으며 1983년 6월에는 자민당 총무회 부회장을 역임했다. 1988년 8월에 다케시타 내각에서 방위청 장관으로 입각했다. 1992년에 파벌 회장인 미야자와 기이치가 총리대신으로 재임하는 동안 잠시 회장 대행을 맡았다.
1996년 10월 총선에서 낙선했고 다음 해 4월 정계 은퇴를 발표했다. 같은 달 29일에 훈1등 욱일대수장을 수훈했다.
2001년 12월 12일에 식도암으로 히로사키 대학 의학부 부속병원에서 사망했다. 향년 83세. 사후에 정3위에 추서됐다.

## 역대 선거 기록
|  | 0% |

|  | 0% |

|  | 0% |

|  | 0% |

|  | 21.9% |

|  | 19.3% |

|  | 27% |

|  | 24% |

|  | 28.5% |

|  | 39.3% |

|  | 28.5% |

|  | 23.3% |

|  | 30.1% |

|  | 24.5% |

|  | 22.3% |

|  | 24.1% |

|  | 0% |

| 전임 아마노 고세이 | 제5대 국토청 장관 1976년 12월 24일~1977년 11월 28일 | 후임 사쿠라우치 요시오 |

| 전임 가메오카 다카오 | 제5대 농림수산대신 1981년 11월 30일~1982년 11월 27일 | 후임 가네코 이와조 |

| 전임 가와라 쓰토무 | 제46대 방위청 장관 1988년 8월 24일~1989년 6월 3일 | 후임 야마사키 다쿠 |